# Jászapáti
Jászapáti é uma cidade da Hungria, situada no condado de Jász-Nagykun-Szolnok. Tem 78,16 km² de área e sua população em 2019 foi estimada em 8.313 habitantes.